# Sânnicolau Mare
Sânnicolau Mare là một thị xã thuộc hạt Timiș, România. Dân số thời điểm năm 2002 là 12938 người.